# Роса Шебез
Роса Шебез (Ново Село — кањон Купрешке ријеке код насеља Прибељци, 1942) за вријеме Другог светског рата бринула се о стотину сирочади са јањске и купрешке висоравни.

## Биографија
Рођена је у Новом Селу на српском Купресу. Пошто су усташе за вријеме Другог свјетског рата чиниле масовне покоље и прогоне српског становништва, на подручју јањске и купрешке висоравни је остало много сирочади. Сељанка Роса Шебез се крила у кањону Купрешке ријеке на којој је тада било 43 млина (воденице). Скупила је стотину преживјеле сирочади и бринула се о њима годину дана. Дјецу је хранила брашном из млинова. Када су усташе сазнале да се заједно са дјецом крије, она је побјегла у шуму. У шуми се крила мјесецима, да би на крају умрла од глади 1942.

## Споменик
Синдикална подружница градског погона ПДИ „Јањ“, градилиште Купрешка ријека, је 1959. у знак сјећања на Росу Шебез подигло споменик у кањону Купрешке ријеке. Споменик је 1997. обновио Миленко Миловац.
| „ | ШЕБЕЗ РОСА УМРЛА ОД ГЛАДИ 1942. ГОД. СКРИВАЈУЋИ СЕ ПРЕД ОКУПАТОРОМ ОВАЈ СПОМЕНИК ПОДИЖЕ СИНДИКАЛНА ПОДРУЖНИЦА ГРАД. ПОГОНА ПДИ „Јањ“ ГРАДИЛИШТЕ КУПРЕШКА РИЈЕКА 29. XI. 1959 | ” |